# Klamath Mountains
Klamath Mountains – pasmo górskie w USA (stan Oregon) i Kalifornia. Jest częścią pasma Gór Nadbrzeżnych. Najwyższym szczytem jest Mount Eddy (2751 m n.p.m.).
Pasmo rozciąga się w kierunku północ-południe. Rozciągłość południkowa wynosi 241 km, a  równoleżnikowa 181 km. Góry zajmują powierzchnię 25 595 km², w tym 70% w Kalifornii (hrabstwo Siskiyou), a 30% w Oregonie (hrabstwo Jackson)).

## Najwyższe szczyty[1]
1. Mount Eddy – 2751 m n.p.m. (Trinity Mountains)
2. Thompson Peak – 2741 m n.p.m. (Salmon Mountains)
3. Mount Hilton – 2723 m n.p.m. (Salmon Mountains)
4. Caesar Peak – 2719 m n.p.m. (Salmon Mountains)
5. Sawtooth Mountain – 2710 m n.p.m. (Salmon Mountains)